# Strada nazionale 48 dei Giovi
La strada nazionale 48 dei Giovi era una strada nazionale del Regno d'Italia, che congiungeva la zona ad est di Alessandria con Genova.
Venne istituita nel 1923 con il percorso "Innesto con la nazionale n. 2 tra Alessandria e Tortona per Novi - Ronco - Pontedecimo - Genova - Con diramazione per Tortona".
Nel 1928, in seguito all'istituzione dell'Azienda Autonoma Statale della Strada (AASS) e alla contemporanea ridefinizione della rete stradale nazionale, il suo tracciato costituì per intero la strada statale 35 bis dei Giovi (da Spinetta Marengo a Serravalle Scrivia) e il tratto iniziale della strada statale 35 dei Giovi (da Serravalle Scrivia a Genova); la diramazione venne poi a rappresentare invece un tratto intermedio della stessa strada statale 35 dei Giovi (da Serravalle Scrivia a Tortona).